# Distrikt Punchao
Der Distrikt Punchao liegt in der Provinz Huamalíes in der Region Huánuco in Westzentral-Peru. Der Distrikt wurde am 7. Oktober 1942 gegründet. Er erstreckt sich über eine Fläche von 40,5 km². Im Distrikt wurden beim Zensus 2017 2057 Einwohner gezählt. Im Jahr 1993 lag die Einwohnerzahl bei 2172, im Jahr 2007 bei 2331. Sitz der Distriktverwaltung ist die 3534 m hoch gelegene Ortschaft Punchao mit 1634 Einwohnern (Stand 2017). Punchao befindet sich knapp 10 km nördlich der Provinzhauptstadt Llata.

## Geographische Lage
Der Distrikt Punchao liegt östlich der peruanischen Westkordillere im Westen der Provinz Huamalíes. Entlang der östlichen Distriktgrenze strömt der Río Marañón nach Norden. Dieser entwässert das Areal.
Der Distrikt Punchao grenzt im Süden und im Westen an den Distrikt Miraflores, im Norden an den Distrikt Singa sowie im Osten an den Distrikt Chavín de Pariarca.

## Ortschaften
Im Distrikt gibt es neben dem Hauptort folgende größere Ortschaften:
- Libertad de Pallalli